# الغراب (إب)

تعديل مصدري - تعديل

الغراب هي إحدى قرى عزلة جبل معود بمديرية إب التابعة لمحافظة إب، بلغ تعداد سكانها 1876 نسمة حسب تعداد اليمن لعام 2004.